# Josh Asselin
Joshua Joseph Asselin (nacido el 24 de diciembre de 1978 en Caro, Míchigan) es un exjugador de baloncesto profesional estadounidense, con una altura de 2,11 metros, jugabaen la posición de pívot. Posee pasaporte de la República Dominicana y ha jugado con la selección nacional de dicho país.

## Equipos
- 1997-2001 Universidad de Míchigan  Estados Unidos.
- 2001-2002 CB Rosalía de Castro  España.
- 2002-2003 Clermont-Ferrand  Francia.
- 2003-2004 Roanoke Dazzle  Estados Unidos.
- 2004-2005 Cáceres CB  España.
- 2005-2006 Alerta Cantabria  España.
- 2006-2007 Pau Orthez  Francia.
- 2007-2009 Bàsquet Manresa  España.
- 2009-2010 Cajasol Sevilla  España.
- 2010 BC Donetsk  Ucrania.
- 2010 CB Murcia  España.
- 2010-2011 Asefa Estudiantes  España.
- 2012 Selección Nacional Dominicana de Basketball (FIBA Centro Basket Champions, Olympic Qualifying Tournament).
- 2013 CB Brujos de Guayama. Guayama- Puerto Rico.
- 2013 Foolad Mahan Irán. (Fiba Asia Champions).
- 2011-2014 Assignia Manresa  España.
- 2014-2015 Club Malvín Basketball  Montevideo- Uruguay.
- 2014-2015 Panionios Basketball Club. Atenas- Grecia.
- 2015 Cañeros del Este, República Dominicana.